# Heloísa Jorge
Heloísa Jorge (Dundo-Chitato, 1 de julho de 1984) é uma atriz e diretora angolana naturalizada brasileira. Ficou conhecida no Brasil ao interpretar  Laura na telenovela A Lei do Amor, na Rede Globo. 

## Biografia
Filha de um brasileiro e de uma angolana, mudou-se para o Brasil aos dez anos de idade, junto ao seu pai e um irmão, como refugiada da Guerra Civil Angolana, não conseguindo trazer sua mãe e seus três irmãos, que ficaram em seu país natal. Ela só os reencontrou já adulta, porém sua mãe faleceu pouco tempo após o reencontro, e seus irmãos passaram a viver no país. Passou a infância e a adolescência em Montes Claros, Minas Gerais, terra natal de seu pai. Em entrevistas revelou ter sofrido racismo na escola, e bullying por ser africana, revelando que há muito desconhecimento sobre a cultura de seu país. Após completar o ensino médio, mudou-se com sua família para Salvador, onde cursou artes cênicas na Universidade Federal da Bahia.
Contou em entrevista que reconheceu-se como mulher negra e bonita em Salvador, e que lá o povo sente orgulho de sua raça, o que a fez melhorar bastante sua autoestima, e que sentia estar novamente na África quando morava na Bahia, devido as semelhanças entre o povo e a cultura. Heloísa morou na capital baiana até seus vinte e oito anos, quando mudou-se sozinha para o Rio de Janeiro, onde reside atualmente. A atriz é discreta quanto aos seus relacionamentos pessoais, e já foi vista em companhia de homens anônimos e famosos, mas não assumiu nenhum relacionamento sério.
Sempre querendo ser atriz, após formar-se em artes cênicas e realizar cursos de teatro, trabalhou por alguns anos em peças teatrais, quando estreou na televisão no ano de 2012, na telenovela Gabriela, onde a sua personagem era a empregada Fabiana, que mantinha um caso com o patrão.[carece de fontes?] Devido ao inicial sucesso no Brasil, foi convidada em 2014 para viver protagonista da novela angolana Jikulumessu. Sua personagem, a protagonista Djamila Pereira, foi um sucesso da crítica e do público, e popularizou o penteado black power entre as angolanas.[carece de fontes?] A atriz informou ser importante que desconstrua-se o preconceito e estereótipo de beleza, e que as negras aceitem seus cabelos naturais, o que ainda é um tabu em seu país natal. De volta ao Brasil, destacou-se em duas novelas no ano de 2016: Na trama A Lei do Amor, como a empresária Laura, que é uma das vilãs, que tenta separar o casal de protagonistas, e Liberdade, Liberdade, onde viveu a escrava vingativa Luanda, coincidentemente o nome da capital de seu país. Em 2019 atua em A Dona do Pedaço interpretando a fisioterapeuta Gilda, mulher carente e possessiva, casada com Amadeu, o protagonista da trama, e que fará de tudo para não perder o amor dele.[carece de fontes?] Em 2022 atua na novela das seis Mar do Sertão, como a pastora Dagmar, que acaba virando rival do padre da região, e no mesmo ano faz a advogada Moira em Sentença.

## Filmografia

### Televisão
| Ano     | Título                    | Papel                  | Notas                                  |
| ------- | ------------------------- | ---------------------- | -------------------------------------- |
| 2012    | Gabriela                  | Fabiana                |                                        |
| 2014    | Jikulumessu               | Djamila Pereira        |                                        |
| 2016    | Liberdade, Liberdade      | Luanda dos Santos      |                                        |
| 2017    | A Lei do Amor             | Laura Correia da Silva | Episódios: "16 de janeiro–31 de março" |
| 2017–18 | Sob Pressão               | Enfª. Jaqueline Vaz    | Temporadas 1–2                         |
| 2019    | A Dona do Pedaço          | Gilda Cunha Matheus    |                                        |
| 2021    | Juntos a Magia Acontece 2 | Vera Santos            | Especial de fim de ano                 |
| 2022    | Sentença                  | Moira                  | Original Prime Video                   |
| 2022    | Mar do Sertão             | Dagmar Muricy          |                                        |
| 2023    | Vai na Fé                 | Dagmar Muricy          | Episódio: "05 de maio"                 |
| 2023    | Cine Holliúdy             | Madalena               | Temporada 3; Episódio: "13"            |
| 2023    | How To Be a Carioca       | Karima                 |                                        |
| 2023    | Fim                       | Célia                  |                                        |
| 2024-25 | Cilada                    | Drª Bárbara            |                                        |

### Cinema
| Ano  | Título                      | Papel        | Notas |
| ---- | --------------------------- | ------------ | ----- |
| 2015 | Se te Queres Matar, Mata-te |              |       |
| 2017 | Casca de Baobá              | Maria        |       |
| 2018 | Bate Coração                | Drª. Claudia |       |
| TBA  | Sujeito Oculto              |              |       |

## Teatro
| Ano  | Título                      | Personagem      | Notas          |
| ---- | --------------------------- | --------------- | -------------- |
| 2013 | Kandeguices                 | —               | Apenas direção |
| 2017 | Amêsa                       |                 |                |
| 2017 | O Jornal: The Rolling Stone | Mama            |                |
| 2018 | Viagens da Caixa Mágica     |                 |                |
| 2018 | Ivone Lara - o musical      | Dona Ivone Lara |                |

## Prêmios e Indicações
| Ano  | Premiação              | Categoria                | Nomeação                    | Resultado |
| ---- | ---------------------- | ------------------------ | --------------------------- | --------- |
| 2009 | Prêmio Baskem          | Melhor Atriz Coadjuvante | A Farsa da Boa Preguiça     | Indicada  |
| 2018 | Prêmio Cenym de Teatro | Melhor Atriz Coadjuvante | O Jornal: The Rolling Stone | Indicada  |